# Soft Club
Soft Club es una empresa rusa dedicada al desarrollo, localización, publicación y distribución de videojuegos en el territorio de Rusia, CEI y Europa del Este. Publica versiones oficiales rusas de juegos para PC, PlayStation 2, PlayStation 3, PlayStation 4, Xbox 360, Xbox One, PS Vita, PlayStation Portable y Wii. Trabaja en conjunto con 1C Company.
La primera empresa rusa en comenzar a traducir juegos no solo para PC, sino también para videoconsolas (como Xbox, Nintendo y PlayStation). A finales de 2014, la empresa Soft Club poseía aproximadamente el 80% del mercado de la CEI.